# Svicina, Letîciv
Svicina (în ucraineană Свічна) este un sat în comuna Kudînka din raionul Letîciv, regiunea Hmelnîțkîi, Ucraina.

## Demografie
Componența lingvistică a localității Svicina
     Ucraineană (100%)
Conform recensământului din 2001, toată populația localității Svicina era vorbitoare de ucraineană (100%).